# Lasioglossum bredoi
Lasioglossum bredoi är en biart som först beskrevs av Cockerell 1939.  Lasioglossum bredoi ingår i släktet smalbin, och familjen vägbin. Inga underarter finns listade i Catalogue of Life.